# Ladislav Vik
Ladislav Vik SDB (25. března 1923, Vysoké nad Jizerou – 22. července 2011, Praha), byl český katolický kněz, člen řádu salesiánů, provinciál české salesiánské provincie a politický vězeň komunistického režimu.

## Studium
Byl pokřtěn v katolické církvi jako malé dítě, ale v době svých středoškolských studií prožil náboženskou konverzi a intenzivně přilnul ke katolické církvi. Rozhodl se pro Bohu zasvěcený život a vstoupil do noviciátu k salesiánům Dona Bosca. První řeholní sliby skládal těsně po II. světové válce v Hodoňovicích v roce 1947 do rukou P. Antonína Dvořáka. Jako salesiánský asistent působil v Přestavlkách u Přerova a ve Fryštáku.
V roce 1950 prožil v rámci Akce K násilné akce pořádané Státní bezpečností proti příslušníkům církevních řádů. Jeho následující bohoslovecká léta jsou poznamenány právě obdobím v letech 1950–1955, kdy došlo k rozehnání klášterů a řeholních domů. Vik byl spolu s mnoha jinými řeholníky internován v klášterech v Oseku u Duchcova a v Želivi u Humpolce.
Po propuštění z internace pracoval jako skladník, stavební dělník na přehradách Křimov, Jirkov, Hracholusky u Plzně a Skalka u Chebu. Ovšem v té době se z internace propuštění salesiáni znovu začali scházet a Vik mezi nimi vyučoval filozofii.

## Spolupracovník kardinála Trochty
Dne 10. prosince 1960 byl tajně vysvěcen na kněze biskupem Štěpánem Trochtou v jeho soukromém bytě. V raných šedesátých letech působil jako chemik ÚKZÚZ v Plzni, později jako vychovatel v Domově mládeže s trestnou činností v Obořišti. V době pražského jara se po návratu biskupa Štěpána Trochty do litoměřické diecéze stal jeho sekretářem.
Když v roce 1974 kardinál Štěpán Trochta zemřel, pracoval jako měřič u VDUP v Praze. V utajení pak jako magistr noviců SDB a novicek FMA a salesiánský ředitel v Praze.

## Provinciál salesiánů
V letech 1981–1993 se stal, po Františkovi Míšovi, provinciálem českých Salesiánů Dona Boska.
Byl organizačně činný, takže již před sametovou revolucí v roce 1989 a krátce po ní se pustil do zakládání několika klíčových děl, která mu ležela na srdci: nakladatelství Portál, tiskárna Adalbert, vyšší odborná škola Jabok a do mnoha dalších pastoračních aktivit.
Jako kněz byl vyhledávaným zpovědníkem a moudrým kazatelem. Byl horlivým mariánským ctitelem a šiřitelem úcty k Donu Boskovi a sv. Františku Saleskému. Jako nadšený konvertita se nedal v křesťanské víře zlomit ani v těžkých padesátých letech, ani v dobách komunistické normalizace v letech sedmdesátých.

## Úsilí v závěru života
V závěru života věnoval mnoho úsilí procesu blahořečení P. Ignáce Stuchlého a kardinála Štěpána Trochty, které osobně velmi dobře znal. Zemřel v komunitě pražských salesiánů zaopatřen svátostí nemocných ve věku 88 let v pátek 22. července 2011. Jeho pohřeb se konal v pátek 29. července 2011 v kostele sv. Terezie z Lisieux na Kobyliském náměstí v Praze 8; poté byly jeho tělesné ostatky uloženy do salesiánského hrobu na ďáblickém hřbitově v Praze.